# Pond Farm
Pond Farm (también conocida como Pond Farm Workshops) fue una colonia de artistas estadounidenses que comenzó en la década de 1940 y continuó hasta 1985. Se encuentra cerca de la ciudad turística de Guerneville, California, próximo al Río Ruso, a unos 120 kilómetros al norte de San Francisco. Situado en la cima de una colina sobre la Reserva Estatal Armstrong Redwoods, Pond Farm empezó su actividad alrededor de 1939-1940 cuando una pareja de San Francisco llamada Gordon y Jane Herr (arquitecto y escritora, respectivamente) adquirieron una parte de la propiedad llamada Rancho Del Lago o Walker Ranch. Inicialmente contó con 250 acre (1 km²), la propiedad se amplió posteriormente a 400 acre (1,6 km²). Debido a que una de sus características principales era un gran estanque, los Herr cambiaron el nombre de este entorno a Pond Farm. Incluye dos residencias pequeñas y un granero histórico reutilizado como estudio de cerámica.

## Talleres de trabajo
Inspirándose en precedentes como la Escuela de la Bauhaus, la Academia de Arte Cranbrook de Eliel Saarinen, el Black Mountain College y la Casa Taliesin de Frank Lloyd Wright, los Herr imaginaron Pond Farm como una comunidad de artistas que, en parte, se mantendría económicamente impartiendo talleres de verano. Según su hijo (Jonathan Herr), Gordon Herr consideraba a Pond Farm como “un santuario sostenible para artistas lejos de un mundo enloquecido”, mientras que para Jane Herr, “fue un nuevo comienzo después de rechazar la educación convencional en la ciudad”. Trabajando juntos, los Herr se convirtieron en expertos practicantes de la agricultura ecológica. Criaron una gran variedad de ganado, frutales, nogales y huertas, y crearon varios estanques de peces.
En 1939, Gordon Herr viajó a Europa en busca de artistas cuyas ideas y personalidades pudieran ser compatibles con las suyas. Mientras estaba en Putten, en los Países Bajos, conoció a los propietarios de la tienda de cerámica Het Kruike. Eran Frans y Marguerite Wildenhain (de soltera Friedlaender), que se habían mudado a Holanda desde Alemania, donde ambos habían estudiado cerámica en la Escuela de la Bauhaus de Weimar. Herr los instó a emigrar a Estados Unidos para formar parte de los talleres de Pond Farm. Los Wildenhain dudaron al principio, pero solo seis meses después, cuando los nazis invadieron Polonia, le escribieron a Herr para preguntarle si su oferta seguía siendo válida. El 3 de marzo de 1940, Marguerite partió hacia Estados Unidos. Sin embargo, su esposo se quedó atrás, porque el cupo de ciudadanos alemanes se había completado. Ella era judía, él no.
Eventualmente, Marguerite Wildenhain terminó en California y (habiendo explorado otras opciones) decidió unirse a los talleres de Pond Farm. Se mudó a Pond Farm en 1942, ayudó a instalar tuberías de agua, estableció un jardín, construyó una casa y, en colaboración con Gordon Herr, restauró y rediseñó un granero que se convirtió en su taller de cerámica. Más tarde, en 1949, en una propiedad adyacente a la entrada del bosque de secuoias Armstrong, los Herr comenzaron la construcción de un edificio llamado Hexagon House, donde los estudiantes podían alojarse y podían celebrar reuniones públicas.

## Artistas residentes
Wildenhain fue la primera artista en aceptar la invitación de Herr para unirse a los talleres de Pond Farm. En 1947, se les unió Frans o Franz Wildenhain, quien, habiendo sido reclutado por el ejército alemán durante la Segunda Guerra Mundial, había estado separado de su esposa durante siete años. Franz enseñaría escultura, mientras que otros dos artistas europeos que se unieron a la colonia en 1949, Trude Guermonprez y Victor Ries, enseñaron tejido y metales, respectivamente. Gordon Herr enseñó arquitectura y Jane Herr ejerció como gerente comercial. Además de los artistas residentes, otros participaron como artistas visitantes e instructores, incluidos Jean Varda (collage), David Stewart (escultura y cerámica), Claire Falkenstein (pintura), Lucienne Bloch (fresco), Stephen Dimitroff (fresco), Harry Dixon (metales) y otros.
Parece que la primera sesión de verano del Taller tuvo lugar en 1949. Cerraría solo unos años después, en 1953. Dados los fuertes instintos de supervivencia de los artistas, pronto resultaron incompatibles. En palabras del nieto de los Herr, Tim Tivoli Steele: “Al final, el rasgo en el que todos los artistas habían confiado para sobrevivir a la guerra y seguir sus visiones, la fuerza de sus personalidades, también contribuiría a la desaparición de los talleres. Las disputas constantes desgarraron al grupo”. Aproximadamente en el mismo período, uno de los hijos de Herr murió de envenenamiento por hongos, el matrimonio de los Wildenhain se disolvió y Jane Herr desarrolló cáncer de mama y murió en 1952.

## Cerámica
Cuando los talleres de Pond Farm se desmantelaron en 1953, casi todos los residentes se marcharon. A partir de entonces, la única artista que quedaba en la comunidad, la ceramista de la Bauhaus Marguerite Wildenhain, continuó impartiendo clases hasta 1980, creando una escuela y un taller en el lugar, llamado Pond Farm Pottery. Wildenhain era conocida por su minuciosidad en la enseñanza, haciendo que los recién llegados empezaran con platos para perros y aprendieran todos los pasos de la técnica antes de pasar a la elaboración de piezas más avanzadas. Entre sus alumnos estaba Dean Schwarz, cofundador de South Bear School, quien estudió en Pond Farm durante la década de 1960. La profesora de arte de la Universidad de Utah, Dorothy Bearnson, participó en siete talleres de verano con Wildenhain entre 1947 y 1964.
Ya en 1963, el estado de California había utilizado sus poderes de "dominio eminente" para exigir a los residentes de Pond Farm que vendieran su propiedad al estado, a fin de expandir el área recreativa estatal de Austin Creek. Gordon Herr se vio obligado a mudarse, pero, en respuesta a las apelaciones de sus alumnos, se decidió que Wildenhain podría continuar viviendo en la propiedad hasta su muerte.

## Designaciones y propiedad estatal
Cuando Wildenhain murió en 1985, su propiedad volvió al estado de California y se convirtió en parte del área recreativa estatal de Austin Creek . En 2013, el sitio recibió 443,245 dólares en fondos de administración cultural de la Proposición 84 para estabilizar la casa y el granero. El sitio ha sido designado "Tesoro Nacional" por el National Trust for Historic Preservation.
El complejo se agregó al Registro Nacional de Lugares Históricos en 2014.